# Eric Nkansah
Eric Nkansah Appiah (12 december 1974) is een Ghanese atleet, die is gespecialiseerd in de 100 m.

## Loopbaan
Nkansah is een van de nationale recordhouders op de 4 x 100 m estafette met 38,12 s. Hiermee werd in de finale van het WK 1997 in Athene een vijfde plaats behaald.
Bij zijn olympische debuut in 1996 werd Eric Nkansah in de halve finale met 10,26 uitgeschakeld. Acht jaar later op de Olympische Spelen van 2004 in Athene kwam hij zelfs niet verder dan de kwalificatieronde, waarin hij zesde werd.
In 2006 won hij in het Mauritiaanse Bambous een bronzen medaille op de Afrikaanse kampioenschappen in 10,65.
Zijn persoonlijk record van 10,00 nadert het huidige Ghanese record van 9,98, dat in handen is van Leonard Myles-Mills.

## Titels
- Ghanees kampioen 100 m - 1996, 1998, 1999
- Ghanees kampioen 200 m - 1998

## Persoonlijke records
| Onderdeel | Prestatie | Datum            | Plaats           |
| --------- | --------- | ---------------- | ---------------- |
| 100 m     | 10,00 s   | 13 juni 1999     | Neurenberg       |
| 150 m     | 15,29 s   | 9 mei 1999       | Pliezhausen      |
| 200 m     | 20,43 s   | 31 augustus 1997 | Waldshut-Tiengen |

## Palmares

### 100 m
- 2006:  Afrikaanse kamp. - 10,65 s

### 4 x 100 m
- 1997: 5e WK - 38,26 s
- 2006: 5e Wereldbeker - 38,87 s